# Veniamin (Pohrebnyj)
Veniamin (světským jménem: Volodymyr Valentinovyč Pohrebnyj; * 18. ledna 1979, Pervomajsk) je ukrajinský duchovní Ukrajinské pravoslavné církve Moskevského patriarchátu, arcibiskup novosanžarský a vikář poltavské eparchie.

## Život
Narodil se 18. ledna 1979 v Pervomajsku.
Po absolvování střední školy č. 2 nastoupil na duchovní učiliště v Poltavě. Od roku 1999 studoval na Pravoslavném bohosloveckém institutu svatého Tichona. Dne 15. května 2004 jej biskup kremenčukský a poltavský Fylyp (Osadčenko) rukopoložil na jerodiákona a 26. května na jeromonacha.
Po vysvěcení byl jmenován inspektorem duchovního učiliště. Od roku 2004 studoval na Kyjevské duchovní akademii. Dne 14. března 2008 byl postřižen na monacha se jménem Veniamina na počest svatého Veniamina (Kazanského) a 22. května byl povýšen na igumena.
Dne 30. srpna 2011 byl povýšen na archimandritu. Studoval také na Východoukrajinské národní univerzitě.
Působil jako vice-rektor Poltavského duchovního semináře.
Dne 27. října 2015 jej Svatý synod Ukrajinské pravoslavné církve zvolil biskupem novosanžarským a vikářem poltavské eparchie. Biskupská chirotonie proběhla 6. prosince 2015 v Kyjevskopečerské lávře. Hlavním světitelem byl metropolita kyjevský a celé Ukrajiny Onufrij (Berezovskyj).
Dne 17. srpna 2021 byl povýšen na arcibiskupa.